# Конвой «Вевак № 11»
Конвой «Вевак № 11» — японський конвой часів Другої світової війни, проведення якого відбувалось у жовтні 1943-го.
Пунктом призначення конвою був Вевак на північному узбережжі Нової Гвінеї, де розміщувався головний японський гарнізон на цьому острові. Вихідним пунктом став Палау — важливий транспортний хаб на заході Каролінських островів.
До складу конвою, який вийшов з порту 17 жовтня 1943-го, увійшли транспорти «Асо-Мару», «Ясукуні-Мару», «Нісшін-Мару» (Nisshin Maru) і «Мая-Мару» (Maya Maru), тоді як охорону забезпечували мисливці за підводними човнами CH-26 та CH-35.
21 жовтня «Нісшін-Мару» відокремилось та попрямувало до порту Холландія (наразі Джаяпура, за три з половиною сотні кілометрів західніше Веваку), тоді як більшість загону 22 жовтня досягнуло Веваку, швидко розвантажилось та вже 23 жовтня рушило назад.
Поблизу Палау чергували американські підводні човни і 28 жовтня «Вевак № 11» перехопив USS Tautog, що випустив по конвою шість торпед, проте не досягнув влучань. CH-26 та CH-35 контратакували і скинули 8 глибинних бомб, проте так само без успіху.
Того ж 28 жовтня конвой прибув на Палау.